# Департамент городского обслуживания Гонконга
Департамент городского обслуживания Гонконга проводит политику управления городскими советами Гонконга.